# Ferrovia da Porto a Póvoa e Famalicão
La ferrovia da Porto a Póvoa e Famalicão, nota in Portogallo anche come Linha do Litoral do Minho o come Linha da Póvoa, era una linea ferroviaria a scartamento ridotto del Portogallo che collegava la città di Porto a Póvoa de Varzim e Vila Nova de Famalicão. Il primo tratto, da Porto Boavista a Senhora da Hora, fu inaugurato il 1º ottobre 1875; era la prima linea a scartamento ridotto del Portogallo. Venne prolungata a Famalicão il 12 giugno 1881.

## Caratteristiche
|  | Unknown route-map component "vCONTg-" |

|  | Unknown route-map component "vBHF-exKBHFa" |

| Unknown route-map component "CONTgq" | Unknown route-map component "xvSTRr-SHI1r" |  |

|  | Unknown route-map component "exHST" |

|  | Unknown route-map component "exHST" |

|  | Unknown route-map component "exHST" |

|  | Unknown route-map component "exHST" |

|  | Unknown route-map component "exHST" |

|  | Unknown route-map component "exBHF" |

|  | Unknown route-map component "exHST" |

|  | Unknown route-map component "exHST" |

|  | Unknown route-map component "exHST" |

|  | Unknown route-map component "exHST" |

|  | Unknown route-map component "exHST" |

| Unknown route-map component "exdCONTgq" | Unknown route-map component "exSHI1l" + Unknown route-map component "exv-STR+r" | Unknown route-map component "d" |

|  | Unknown route-map component "exvKBHFa-BHF" |

|  | Unknown route-map component "exSPLe" |

|  | Unknown route-map component "exBHF" |

|  | Unknown route-map component "exHST" |

|  | Unknown route-map component "exBHF" |

|  | Unknown route-map component "exHST" |

|  | Unknown route-map component "exBHF" |

|  | Unknown route-map component "exBHF" |

|  | Unknown route-map component "exBHF" |

|  | Unknown route-map component "exHST" |

|  | Unknown route-map component "exHST" |

| Unknown route-map component "exKDSTaq" | Unknown route-map component "exABZg+r" |  |

|  | Unknown route-map component "exHST" |

|  | Unknown route-map component "exvSHI1+l-STR+l" | Unknown route-map component "exCONTfq" |

| Unknown route-map component "exCONTg" | Unknown route-map component "exvSTR" |  |

| Unknown route-map component "exSTR" | Unknown route-map component "exvSTR" | Unknown route-map component "exCONTg" |

| Unknown route-map component "exSTRl" | Unknown route-map component "exBHFSPLe" + Unknown route-map component "exSTR+l" + Unknown route-map component "exSTRq" + Unknown route-map component "exv-STRl" | Unknown route-map component "exSTRr" |

|  | Unknown route-map component "exHST" |

|  | Unknown route-map component "exHST" |

|  | Unknown route-map component "exHST" |

| Unknown route-map component "exKBHFaq" | Unknown route-map component "exABZgr" |  |

|  | Unknown route-map component "exHST" |

|  | Unknown route-map component "exTUNNEL1" |

|  | Unknown route-map component "exKBHFe" |

La stazione principale e origine della linea era Porto Boavista; nel 1932 venne sostituita da Porto Trindade. Nella stazione di Senhora da Hora avveniva l'interscambio con la ferrovia di Guimarães e con quella di Matosinhos. Nella stazione di Famalicão veniva raggiunta la ferrovia del Minho. La linea era dotata di infrastrutture proprie.

### Materiale rotabile e infrastrutture

#### Particolarità
La linea fu costruita in origine adottando lo scartamento ridotto di 900 mm; nel 1930, in seguito alla integrazione con le altre linee fu uniformata a scartamento metrico.

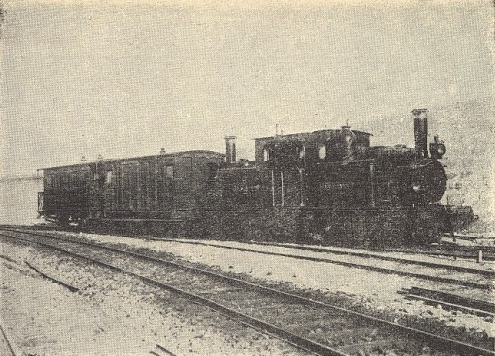
Treno trainato dalla locomotiva "Rio Douro" sistema Fairlie

Le prime due locomotive della linea furono delle macchine articolate sistema Fairlie costruite da Vulcan Foundry nel 1875; avevano la cabina al centro e doppi comandi e furono le uniche in Portogallo con tale configurazione. All'inizio venne utilizzato un sistema di accoppiamento di tipo tranviario. Intorno al 1930 dopo la fusione delle società della Póvoa e di Guimarães fu adottato il sistema a respingente centrale e gancio laterale; nei primi tempi il respingente aveva un gancio a coltello che si spostava verticalmente per essere compatibile con il sistema di accoppiamento "norvegese" della ferrovia di Guimarães.
Nel 1897 entrarono in servizio due locomotive a vapore con rodiggio 0-3-1T. Successivamente entrarono in uso 3 locomotive di costruzione francese Fives-Lille numerate da 7 a 9. Sulla linea operarono anche locomotive della serie CP E91-97 e serie E81-86.

#### Automotrici
Tra 1954 e 1955 entrarono in servizio le automotrici serie 9300 sostituite da convogli di carrozze trainate da locomotive CP serie 9000 negli anni novanta. Sulla linea hanno operato anche automotrici Cp serie 9600.
Nel 1982, tra Porto Trindade e Póvoa de Varzim circolarono treni trainati da locomotive CP serie 9020.

## Storia

### Prodromi
Il 19 giugno 1873 il Barone Kessler e Temple Ellicot chiesero e ottennero la concessione per costruire, a proprie spese, una ferrovia a scartamento ridotto da 900 mm che collegasse Porto e Póvoa de Varzim. Il 30 dicembre 1873 la concessione venne trasferita alla "Companhia do Caminho de Ferro do Porto à Póvoa" costituitasi ufficialmente il 9 aprile 1874 a tale scopo. Lo scartamento 900 era stato scelto in funzione del fatto che i capitali e le locomotive a vapore erano britannici.

### Costruzione
La prima tratta, Boavista-Póvoa, non presentò particolari problemi costruttivi e venne inaugurata il 1º ottobre 1875. La linea faceva parte del primo gruppo di ferrovie a scartamento ridotto di interesse generale quali erano anche la ferrovia di Guimarães, del Tua e di Matosinhos.
Nell'agosto 1875 e il 19 dicembre 1876 la società fu autorizzata a costruire un nuovo tratto di ferrovia, di 29 km, tra Póvoa de Varzim e Famalicão per raggiungere la ferrovia del Minho; la costruzione avanzò senza problemi: il 7 agosto 1878 raggiunse Fontainhas e il 12 giugno 1881 Famalicão.

### Nasce la Companhia do Norte
Quando lo Stato si rese conto che sia la Compagnia della Póvoa che quella di Guimarães non erano più in grado di sostenere le spese di esercizio ne promossero la fusione; una disposizione di legge, il 20 giugno 1912, stabilì le condizioni e tra queste vi fu l'adeguamento dello scartamento da 900 mm a 1000 mm.
Il processo di fusione incontrò molte difficoltà e tra queste lo scoppio della prima guerra mondiale; infine, il 14 gennaio 1927, confluirono nella Companhia dos Caminhos de Ferro do Norte de Portugal. L'8 agosto fu siglato il contratto; il cambio di scartamento fu completato nel 1930 senza interruzioni della circolazione ferroviaria.

### Connessione con Trofa e prolungamento fino a Porto Trindade

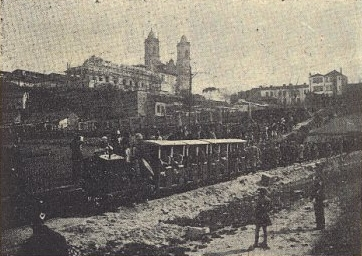
Convoglio inaugurale della tratta fino a Porto Trindade il 16 marzo 1932

Oltre al cambio di scartamento la fusione prevedeva anche la costruzione di una connessione tra le stazioni di Mindelo, della Linha da Póvoa, e Lousado, sulla Linha de Guimarães; le imprese chiesero di modificare l'inizio della connessione ponendolo tra Senhora da Hora e Pedras Rubras (Linha da Póvoa) e il termine nella stazione di Trofa passando per São Pedro de Avioso. Il decreto 12568, del 26 ottobre 1926 accolse il progetto autorizzandolo. Il 14 marzo 1932 la connessione entrò in esercizio.
Il 20 gennaio 1913, la Companhia do Caminho de Ferro do Porto à Póvoa e Famalicão aveva ottenuto l'autorizzazione a prolungare su Trindade, a Porto, il tratto terminale; il prolungamento tuttavia fu completato solo il 30 ottobre 1938 con costi esorbitanti.

### Seconda metà del XX secolo

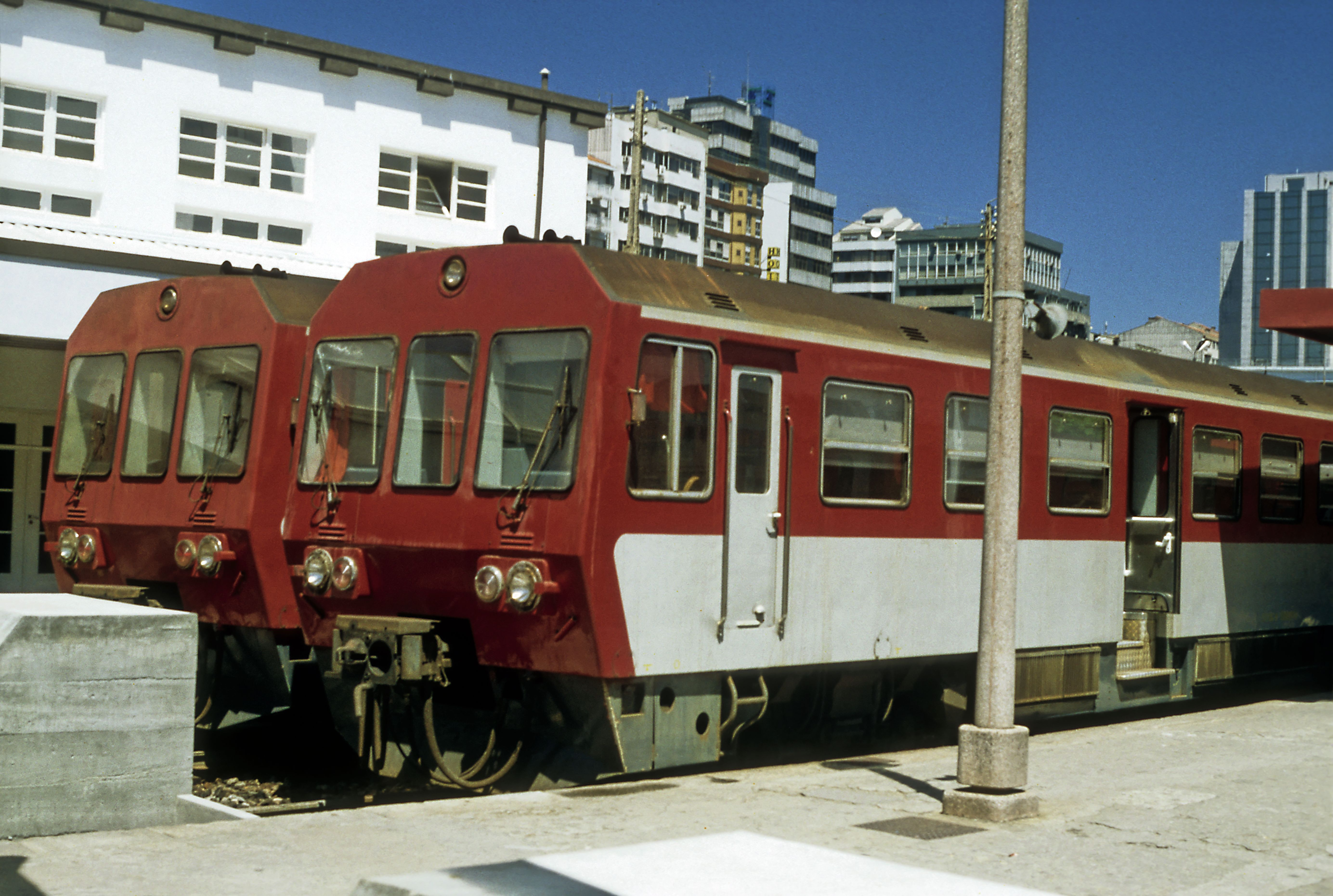
Stazione di Porto Trindade: automotrici CP 9600 in sosta nel 1996

Negli anni sessanta la linea ebbe un progressivo incremento del numero di passeggeri trasportati in seguito all'urbanizzazione delle aree di Porto attraversate; questo tuttavia accrebbe le difficoltà e mostrò i limiti delle infrastrutture. Nel 1964 il deragliamento di un'automotrice CP serie 9300 a Custóias provocò 90 morti.
Nel 1991 venne preparato un progetto di elettrificazione; nella decade novanta vennero modificati gli orari e l'offerta di trasporto

### Dismissioni e chiusura

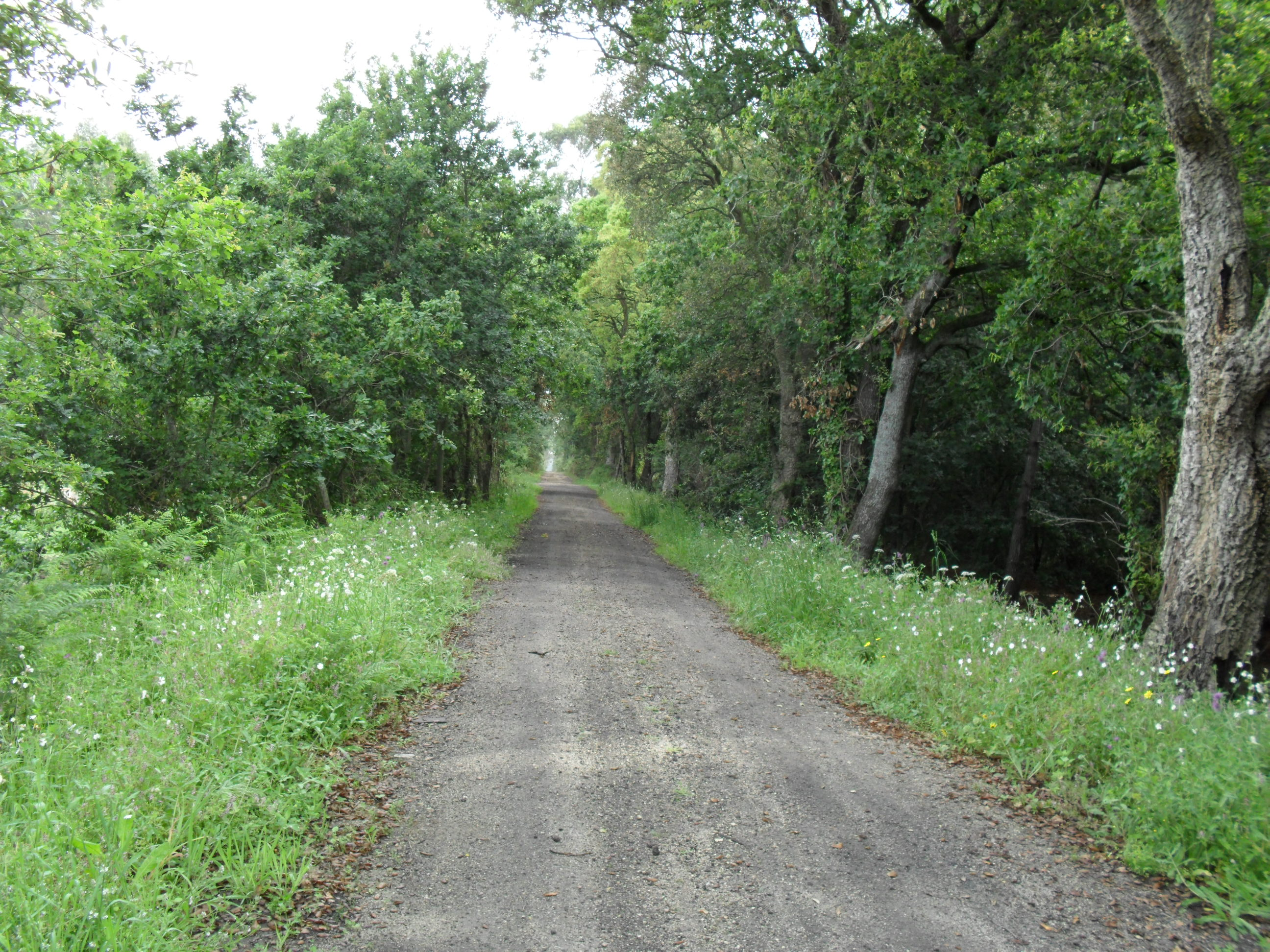
Pista ciclabile sul percorso ferroviario a Terroso

Dal 2001 iniziarono le chiusure in vista della sostituzione della tratta terminale con il Metro do Porto: il 28 aprile venne chiuso al traffico il tratto Porto Trindade-Senhora da Hora. La tratta seguente Senhora da Hora-Póvoa de Varzim venne chiusa a mezzanotte del 24 febbraio 2002.
L'ultimo tratto Póvoa de Varzim-Vila Nova de Famalicão fu trasformato in pista ciclabile.